# Lindbergia mexicana
Lindbergia mexicana är en bladmossart som beskrevs av Jules Cardot 1910. Lindbergia mexicana ingår i släktet Lindbergia och familjen Leskeaceae. Inga underarter finns listade i Catalogue of Life.